# Distretto di Wysokie Mazowieckie
Il distretto di Wysokie Mazowieckie (in polacco powiat wysokomazowiecki) è un distretto polacco appartenente al voivodato della Podlachia.

## Geografia antropica

### Suddivisioni amministrative
Il distretto comprende 10 comuni.
- Comuni urbani: Wysokie Mazowieckie
- Comuni urbano-rurali: Ciechanowiec
- Comuni rurali: Czyżew-Osada, Klukowo, Kobylin-Borzymy, Kulesze Kościelne, Nowe Piekuty, Sokoły, Szepietowo, Wysokie Mazowieckie